# Naruto: Shippuden (sezonul 18)
Naruto: Shippuden – Sezonul 18: Al Patrulea Război Mondial Ninja - Obito Uchiha (2014)
Episoadele din sezonul optsprezece al seriei anime Naruto: Shippuden se bazează pe partea a doua a seriei manga Naruto de Masashi Kishimoto. Sezonul optsprezece din Naruto: Shippuden, serie de anime, este regizat de Hayato Date și produs de Studioul Pierrot și TV Tokyo și a început să fie difuzat pe data de 21 august 2014 la TV Tokyo și s-a încheiat la data de 25 decembrie 2014.
Episoadele din sezonul optsprezece al seriei anime Naruto: Shippuden fac referire la punctul culminant al luptei dintre Forțele Aliate Shinobi și Obito Uchiha. Există, de asemenea, două arcuri laterale, unul care gravitează în jurul lui Mecha Naruto și celălalt care detaliază progresul lui Hinata Hyuga de-a lungul seriei din perspectiva surorii ei mai mică Hanabi Hyuga.

## Lista episoadelor
| Nr. Ep. Original | Nr. Ep. Serie | Nr. Ep. Sezon | Titlu                              | Apariție           |
| ---------------- | ------------- | ------------- | ---------------------------------- | ------------------ |
| 593              | 373           | 1             | Adunarea Echipei 7!                | 21 august 2014     |
| 594              | 374           | 2             | Noul impas în trei                 | 28 august 2014     |
| 595              | 375           | 3             | Kakashi vs. Obito                  | 4 septembrie 2014  |
| 596              | 376           | 4             | Directiva de a-l lua pe Nouă Cozi! | 11 septembrie 2014 |
| 597              | 377           | 5             | Naruto vs. Mecha Naruto            | 11 septembrie 2014 |
| 598              | 378           | 6             | Jinchuriki-ul lui Zece Cozi        | 18 septembrie 2014 |
| 599              | 379           | 7             | O deschidere                       | 25 septembrie 2014 |
| 600              | 380           | 8             | Ziua în care s-a născut Naruto     | 2 octombrie 2014   |
| 601              | 381           | 9             | Copacul divin                      | 9 octombrie 2014   |
| 602              | 382           | 10            | Visul unui shinobi                 | 16 octombrie 2014  |
| 603              | 383           | 11            | Pe urmele speranței                | 23 octombrie 2014  |
| 604              | 384           | 12            | O inimă îndrăgită de prieteni      | 30 octombrie 2014  |
| 605              | 385           | 13            | Obito Uchiha                       | 6 noiembrie 2014   |
| 606              | 386           | 14            | Te voi urmări mereu                | 13 noiembrie 2014  |
| 607              | 387           | 15            | Promisiunea respectată             | 20 noiembrie 2014  |
| 608              | 388           | 16            | Primul meu prieten                 | 27 noiembrie 2014  |
| 609              | 389           | 17            | Sora mai mare cea adorată          | 4 decembrie 2014   |
| 610              | 390           | 18            | Decizia lui Hanabi                 | 4 decembrie 2014   |
| 611              | 391           | 19            | Reînvierea lui Madara Uchiha       | 11 decembrie 2014  |
| 612              | 392           | 20            | Inima ascunsă                      | 18 decembrie 2014  |
| 613              | 393           | 21            | Un adevărat sfârșit                | 25 decembrie 2014  |